# يوهان فيليب نيومان
يوهان فيليب نيومان (بالألمانية: Johann Philipp Neumann)‏ (و. 1774 – 1849 م) هو فيزيائي، وشاعر، وأمين مكتبة، وكاتب، وأستاذ جامعي من النمسا . ولد في تربيتش .
توفي في فيينا ، عن عمر يناهز 75 عاماً.

## مناصب وهيئات
أدار جامعة غراتس.